# Caïn
Cet article possède des paronymes, voir Cahen, Cahun et K1.
« Cain » redirige ici. Pour les autres significations, voir Cain (homonymie).
Caïn (prononciation : [kaɛ̃] ; hébreu : קין Qáyin, arabe : قابيل Qābīl) est un personnage du Livre de la Genèse (premier livre de la Bible) et du Coran. Selon la Genèse, Caïn est le fils aîné d'Adam et Ève, autrement dit le premier être humain biologiquement « né » sur terre, ainsi que le premier meurtrier.
Il est décrit comme un laboureur ayant un frère cadet berger, Abel. Il offre à Dieu  une partie de ses récoltes, tandis qu'Abel offre une partie de son troupeau. Or Dieu se montre favorable aux offrandes d'Abel, mais il ne l'est pas envers celles de Caïn. Celui-ci, affecté par cette différence de traitement, finit par tuer son frère Abel.
Caïn a plusieurs descendants, parmi lesquels Hénoch et Lamech.
D'une grande portée symbolique, le mythe de Caïn ouvre la voie à de nombreuses interprétations, théologiques, mais aussi artistiques, psychanalytiques ou anthropologiques.

## Origine du nom
L'onomastique propose plusieurs pistes concernant l'étymologie du nom de Caïn. Le mot hébreu : קין Qáyin signifie « javelot », mais aussi par métonymie « forgeron » ou « artisan » qui fabriquaient des instruments de cuivre et de fer pour en faire des lances et des javelots pour la guerre. L'explication étiologique du nom de Caïn résulterait d'une construction littéraire du rédacteur biblique dans sa composition non pas d'une simple histoire de famille, mais d'un mythe qui cherche à expliquer l'origine de la guerre et de la violence.
Le nom peut être aussi interprété à partir du verbe qanah en hébreu (« créer ») qui rappelle l'intention de l'auteur biblique de présenter Caïn comme le créateur de la civilisation. Ce verbe est décliné dans Gn 4,1 en qaniti, « j'ai acquis, j'ai créé, j'ai formé » ou  « j'ai procréé un homme avec le Seigneur », verset dans lequel on peut voir une référence œdipienne, Ève ayant enfanté un fils meurtrier avec un substitut du père.
Il peut également être lié au jeu de mots avec la racine qnn, « nid d'impuretés » ou qna, « jalousie », thèmes présents dans le récit biblique du livre de la Genèse. La dernière acception rejoindrait la valeur programmatique du rédacteur biblique contenue dans Abel dont l'étymologie évoque l'existence précaire, le cadet étant tué à cause de la jalousie de son frère aîné.

## Récit biblique

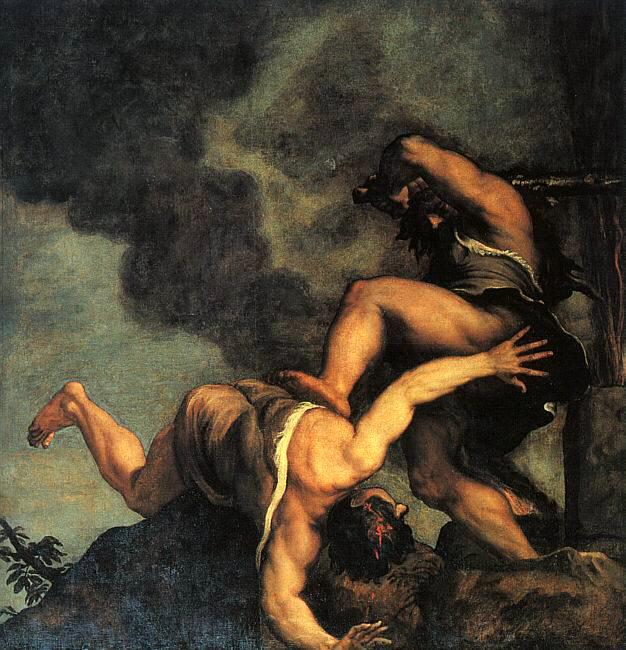
Caïn et Abel par Titien (1542-1544).

D'après le récit biblique de la Génèse de Caïn et Abel, Caïn est le fils aîné d'Adam et Ève. Il est décrit comme un laboureur ayant un frère cadet berger, Abel .
Un jour, les deux frères apportent chacun une offrande à Dieu : Caïn va offrir une partie de ses récoltes, les "fruits de la terre", tandis qu'Abel va offrir une partie de son troupeau, "des premiers-nés de son troupeau et de leur graisse".
Dieu aura un comportement différent vis-à-vis des deux : "L'Éternel porta un regard favorable sur Abel et sur son offrande; mais il ne porta pas un regard favorable sur Caïn et sur son offrande." 
Caïn sera très affecté de cette différence de considération : il "fut très irrité, et son visage fut abattu." 
Dieu s'en aperçoit et dire à Caïn : "Pourquoi es-tu irrité, et pourquoi ton visage est-il abattu ?". L"Éternel va l'enjoindre à bien agir et à dominer le péché. "Certainement, si tu agis bien, tu relèveras ton visage, et si tu agis mal, le péché se couche à la porte, et ses désirs se portent vers toi : mais toi, domine sur lui."
Par la suite, Caïn "adressa la parole à son frère Abel" et alors qu'ils sont tous les deux "dans les champs" : Caïn tue son frère. "Caïn se jeta sur son frère Abel, et le tua." 
C'est le premier meurtre inscrit dans la Bible. Dieu interpelle Caïn au sujet de son acte et celui-ci lui répond par une question : « suis-je le gardien de mon frère ? », puis Dieu lui apprend qu'il est maudit par le sol qui a recueilli le sang versé. Ainsi il ne pourra plus récolter. Dieu le chasse de la terre fertile dont il jouissait et le condamne à errer sur la terre.
Caïn assure qu'il sera tué par le premier venu, et Dieu déclare qu'alors il serait vengé sept fois, et lui impose une marque afin qu'il échappe à l'agression des autres hommes. Caïn gagne le pays de Nod, à l'est d'Éden ; là, il connaît une femme (sa sœur Awan selon le livre des Jubilés) dont il a un enfant, Hénoch. Après sa naissance, Caïn bâtit une ville qu'il appelle aussi Hénoch, tandis que sa famille lui assure une descendance importante.
Bereshit Rabba 22,7  fait de Caïn et Abel des frères jumeaux. Le meurtre résulterait d'une rivalité sentimentale ayant pour objet Lilith ou une des jumelles nées avec les deux frères.
Selon une légende médiévale d'origine juive, Caïn est tué accidentellement d'une flèche au cours d'une chasse par l'un de ses descendants : Lamech.

## Exégèse biblique

### Des frères rivaux dans plusieurs civilisations

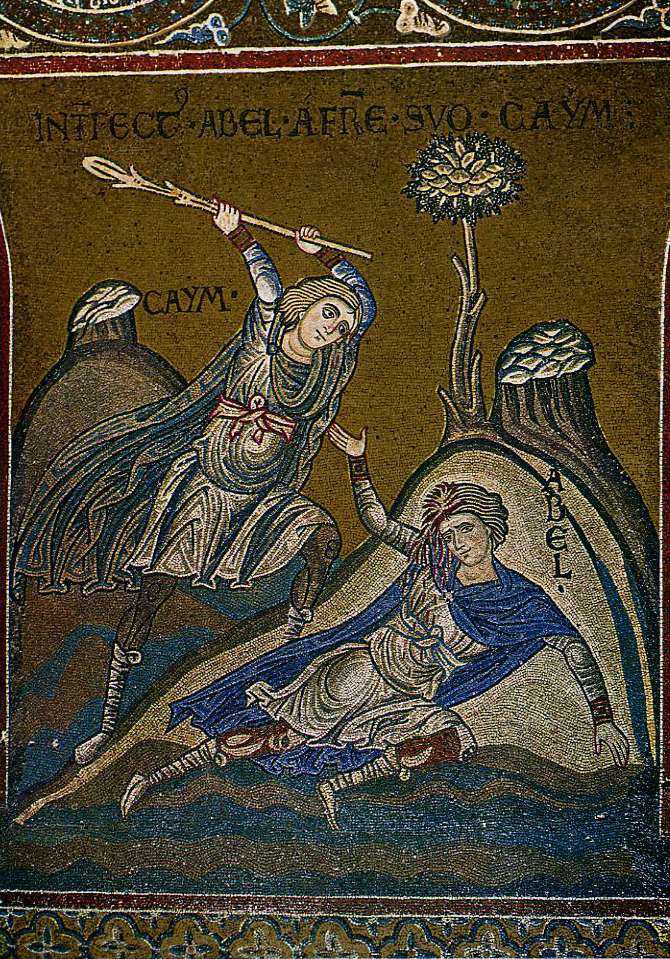
Caïn tue Abel avec une massue, mosaïque de la cathédrale de Monreale.

L'histoire de Caïn est d'une portée symbolique qui la rattache à différents mythes tout comme elle donne lieu à de multiples interprétations.

Le récit biblique de la rivalité fratricide dans le Livre de la Genèse en évoque d'autres, présentes sur tous les continents: par exemple, dans la mythologie sumérienne, la déesse Inanna préfère le berger Dumuzi au paysan Enkimdu. Il est probable qu'elle a une origine très ancienne. L'opposition entre deux frères (parfois jumeaux) est fréquente dans les mythes, contes et légendes. Ethnologues et historiens notent que dans ces récits mythiques, l'un des deux frères tue souvent l'autre, devenant ainsi la souche d'une lignée postérieure ; par exemple les jumeaux de mythes sibériens et amérindiens, Osiris et Seth dans la mythologie égyptienne, les frères Shun et Yao  de la mythologie chinoise et enfin Rémus et Romulus dans le mythe de la fondation de Rome.
René Girard observe que la singularité du récit biblique par rapport aux mythologies archaïques est la malédiction divine. Dans un cas, le meurtrier fonde la grande civilisation romaine, et dans l'autre, la descendance de Caïn est maudite par Dieu.

### Meurtre d'Abel par Caïn
De nombreuses explications ont été proposées pour expliquer l'hostilité de Dieu envers l'offrande de Caïn à l'origine de sa jalousie et de son meurtre : sacrifice de mauvaise qualité du frère aîné, offrande végétale issue du sol qu'a maudit YHWH après la chute du jardin d'Éden, tribut de Caïn fait sans amour ni respect.
Le choix de l'offrande d'Abel (l'agneau) renvoie plus simplement que ces explications à la nature des offrandes aux dieux : du bétail. Les milliers d'holocaustes, depuis la ligature d'Isaac, cités dans le Premier Testament montrent clairement ce qui plaisait au Seigneur. La mythologie gréco-latine de même cite les récurrents sacrifices d'animaux, les dieux se nourrissant des fumées de leur cuisson.
Dans La Violence et le Sacré, publié en 1972, René Girard esquisse une autre explication à ce rejet divin de l'offrande de Caïn. Selon René Girard en effet, ce passage biblique exprime ici une esquisse de retour sur la substitution cachée des victimes dont René Girard avance qu'elle est à la base de tout sacrifice rituel des sociétés humaines primitives. La violence ayant une nette tendance, chez les hommes, à ne pouvoir être canalisée que si elle se décharge sur une victime expiatoire, et la Bible ne mentionnant de différence entre les deux frères que le fait qu'Abel fait des sacrifices d'animaux puisqu'il est éleveur tandis que son frère, cultivateur, ne possède pas ce moyen de canaliser sa violence et son ressentiment, René Girard avance que la jalousie de Caïn ne fait qu'un avec l'accumulation de la tension et du ressentiment qu'il ne peut expier, comme son frère, par une canalisation violente. Ne pouvant expulser cette violence refoulée, Caïn finit par y céder et tuer son frère qui, lui, n'a pas connu cette tension. L'attribution à Dieu d'un refus de l'offrande non-violente de Caïn et d'une acceptation de celle violente d'Abel ne serait, sous cet angle, que la révélation à demi-mot et la traduction de ce que, pour les sociétés primitives, le sacrifice violent seul peut délivrer un homme ou un groupe humain de sa violence.

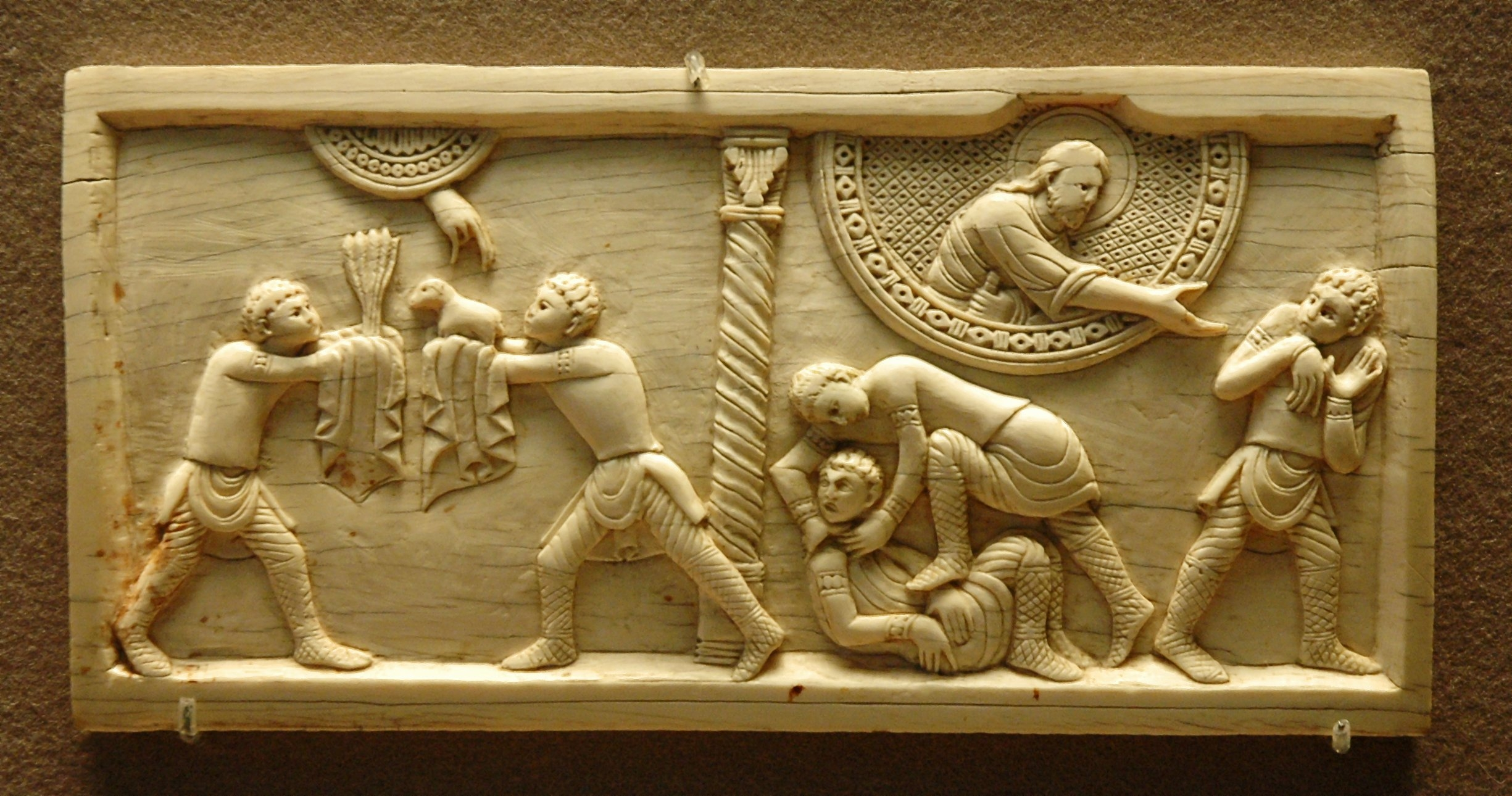
Caïn étrangle Abel, panneau en ivoire provenant de la cathédrale de Salerne, v. 1084.

Cette histoire peut être la trace relictuelle de conflits anciens entre les cultures de type Chasseur-cueilleur ou d'éleveurs nomades, et les cultures nouvelles se développant chez les peuples qui se sédentarisent grâce à l'agriculture et à un élevage non nomade. Caïn est agriculteur, et tue son frère pasteur. Dans Genèse 4,4, l'arbitraire divin a en effet marqué une préférence pour les éleveurs. Alors que Dieu semble valoriser l'agriculture lorsqu'il place Adam dans le jardin d’Éden pour le cultiver (Genèse 2,15), après la chute de l'homme il maudit le sol (Genèse 3,17), l'agriculture apparaissant comme la conséquence du péché originel. L'agriculteur interdit à son frère nomade l'accès aux terres et eaux les plus riches, désormais réservées à l'agriculture, à la pisciculture, à la coupe du bois et à la sylviculture, par exemple, au détriment des nomades et propriétaires de troupeaux itinérants.

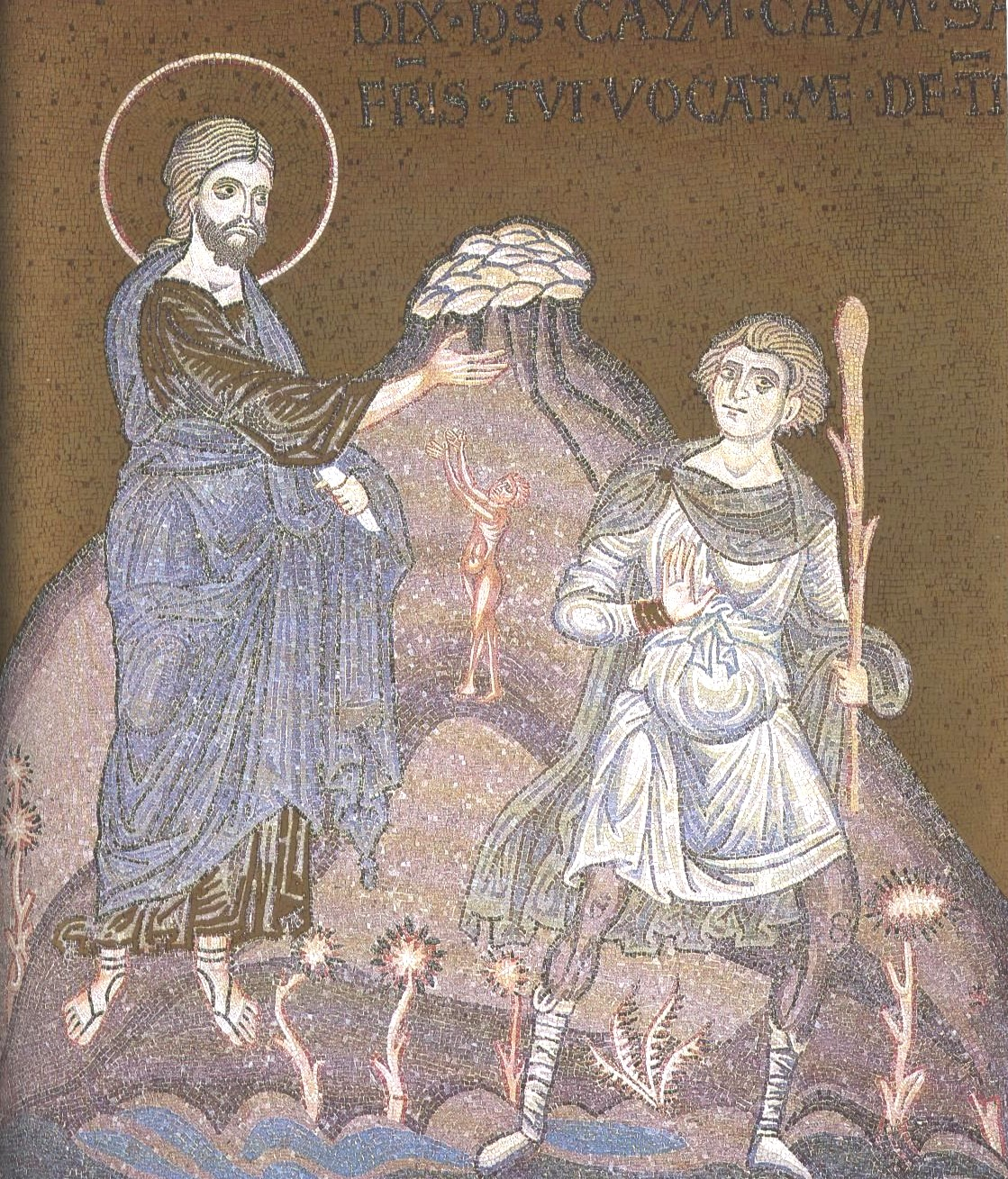
Le crime de Caïn attire la malédiction de Dieu qui tient les Tables de la Loi.

On peut aussi voir dans ce mythe l'opposition entre, d’une part, les cultures nouvelles de l'espace privatisé (marqué par les clôtures, les contrats de propriété et une gestion défensive de l’espace), et d’autre part, les cultures de l'espace partagé (géré selon la coutume et d’autres modes de gestion des conflits). Plus largement, ce mythe peut évoquer l'opposition entre « culture » et « nature » ou entre « exploitation rationalisée de l'environnement » et « reconnaissance de la naturalité » de l'Homme et de sa relation à la Nature.
Elle peut symboliser un choc culturel plus ancien ayant opposé des peuples chasseurs-cueilleurs itinérants (représentés par Abel) et les premiers éleveurs nomades (la descendance de Caïn est présentée par la Bible comme nomade).
Caïn est souvent représenté vêtu d'une peau de bête, comme Héraclès, qui évoque l'animal, le chasseur, un caractère sauvage, et la violence qui sous-tend ce meurtre. Le mythe est l'expression d'une culpabilité refoulée (Cf. la colère de Dieu, l'Œil de Dieu, etc.), et de deux tendances intérieures – individuelle et collective – qui chez l'homme s'opposent encore ; le civilisé sédentaire, et l'itinérant (doublement refoulé selon cette interprétation du mythe).
Si le récit du meurtre a longtemps été interprété comme un renvoi aux conflits récurrents qui existeraient depuis le Néolithique entre les agriculteurs sédentaires (représentés par Caïn) et les éleveurs-bergers nomades (représentés par Abel), la recherche actuelle propose plusieurs hypothèses.
Une interprétation exégétique semble plutôt vouloir intégrer ce récit qui relate l'expérience de l'inégalité sans explication (la Bible ne donne en effet aucune raison à la préférence de Dieu) dans un ensemble littéraire plus vaste qui élabore un mythe cherchant à expliquer l'origine de la violence,.

Derrière ce récit étiologique pour expliquer l'origine de la violence, le chercheur Henning Heyde voit plutôt un récit de la tribu des Qénites qui se sont retrouvés dans la figure de Caïn, leur ancêtre. Le passage sur Caïn qui a une relation étroite avec YHWH dont il voit la face serait un récit primitif mettant en scène la légende étiologique qui explique le nomadisme des Qénites considérés comme les premiers adorateurs de Dieu.

### Fondation de la civilisation par la descendance de Caïn
Caïn fonde la première ville, donne naissance aux coutumes et à la civilisation grâce à une descendance nombreuse. Le livre de la Genèse nomme certains d'entre eux : Hénoch, Irad, Méhujaël, Méthusaël, Lamech (de qui date la polygamie), Jabal (« courant de l'eau »), Jubal (« produit »), Tubal-Caïn et Nahama. Cette généalogie caïnique décline l'origine des arts et des techniques car les descendants de Caïn se distinguent par leurs vies de nomades et d'éleveurs de troupeaux, de musiciens ou de forgerons.
L'auteur biblique élabore un récit étiologique qui explique la naissance des arts et des techniques et suggère qu'ils permettent une certaine gestion de la violence.
La quasi totalité de la lignée de Caïn prend fin lors du Déluge à l'époque de Noé.
Seule Nahama la femme de Noé survit au déluge (non biblique).

## Marque de Caïn

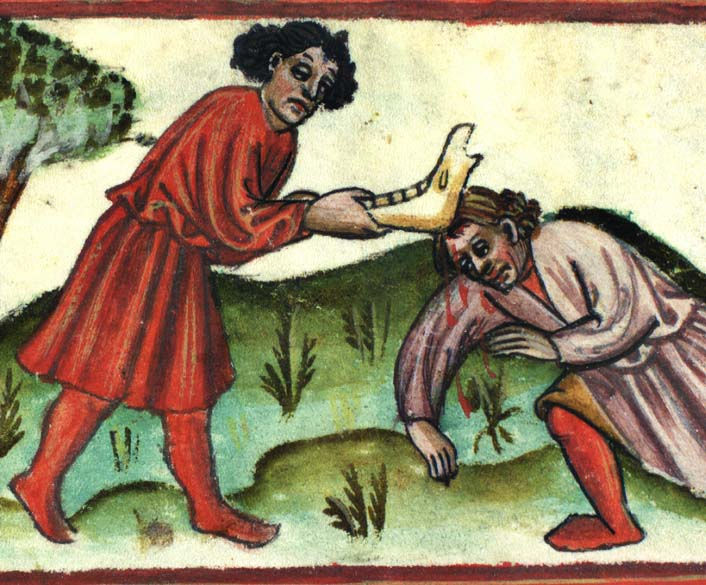
Caïn qui tue son frère Abel (ici au moyen d'une mandibule animale), enluminure du XVe siècle.

De nombreux commentateurs (bibliques notamment et rabbiniques en particulier, mais aussi romanciers) ont spéculé sur la nature exacte d'une stigmatisation ou d'une marque de Caïn : marque symbolique ou physique (les commentateurs  juifs proposent maintes interprétations : corne, lèpre, tremblement intempestif, circoncision, lettre du Tétragramme YHWH, tatouage clanique, etc.), elle représente le « sceau de sa déchéance », qu'elle soit une marque d'opprobre ou de repentance selon le statut accordé à Caïn par ses interlocuteurs. L'antijudaïsme chrétien traditionnel s'est emparé de cette marque caïnique pour stigmatiser les juifs déicides, les représentant notamment pourvus d'un nez busqué, d'un visage disgracieux et de cornes diaboliques,.

## Dans les arts
Le caractère elliptique du récit génésiaque sur Caïn et Abel fournit un vivier de thèmes dans lequel ont puisé les artistes.

### En iconographie
Parmi les prototypes bibliques du Juif errant, figurent les personnages de Caïn et Moïse condamnés à l'exil. Caïn est parfois représenté avec le regard fourbe et le bonnet juif pointu (judenhut). Le pape Innocent III l'impose au peuple juif déicide destiné à rester sans patrie et aux nomades.
L'arme du meurtre d'Abel n'est pas mentionnée dans le récit biblique mais, selon de nombreuses traditions extrabibliques, elle est généralement représentée par une bêche, une serpe, une fourche, une massue de bois, une mâchoire de chameau ou d’âne, un poignard ou une simple pierre.
Plusieurs traits iconographiques exprimant la dualité des deux frères et l'allégorie du bien et du mal s'imposent progressivement dans les peintures, sculptures, vitraux : Abel blond, tout en délicatesse et en finesse avec des attributs animaux (blé, agneau), face à un Caïn brun et fort, sauvage et violent avec des attributs végétaux (gerbe de blé, ivraie voire grappe de raisin). Abel est parfois paré d'un nimbe avec à ses côtés un ange, Caïn a un visage plus sévère et est accompagné d'un démon.

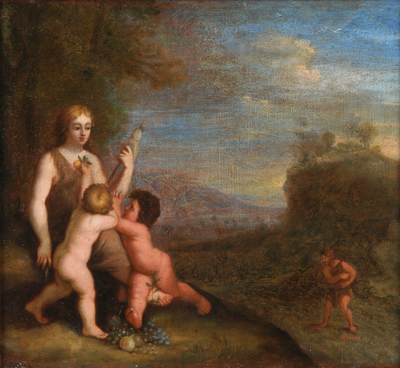
Ève et ses deux enfants, Abel le blond et Caïn le brun
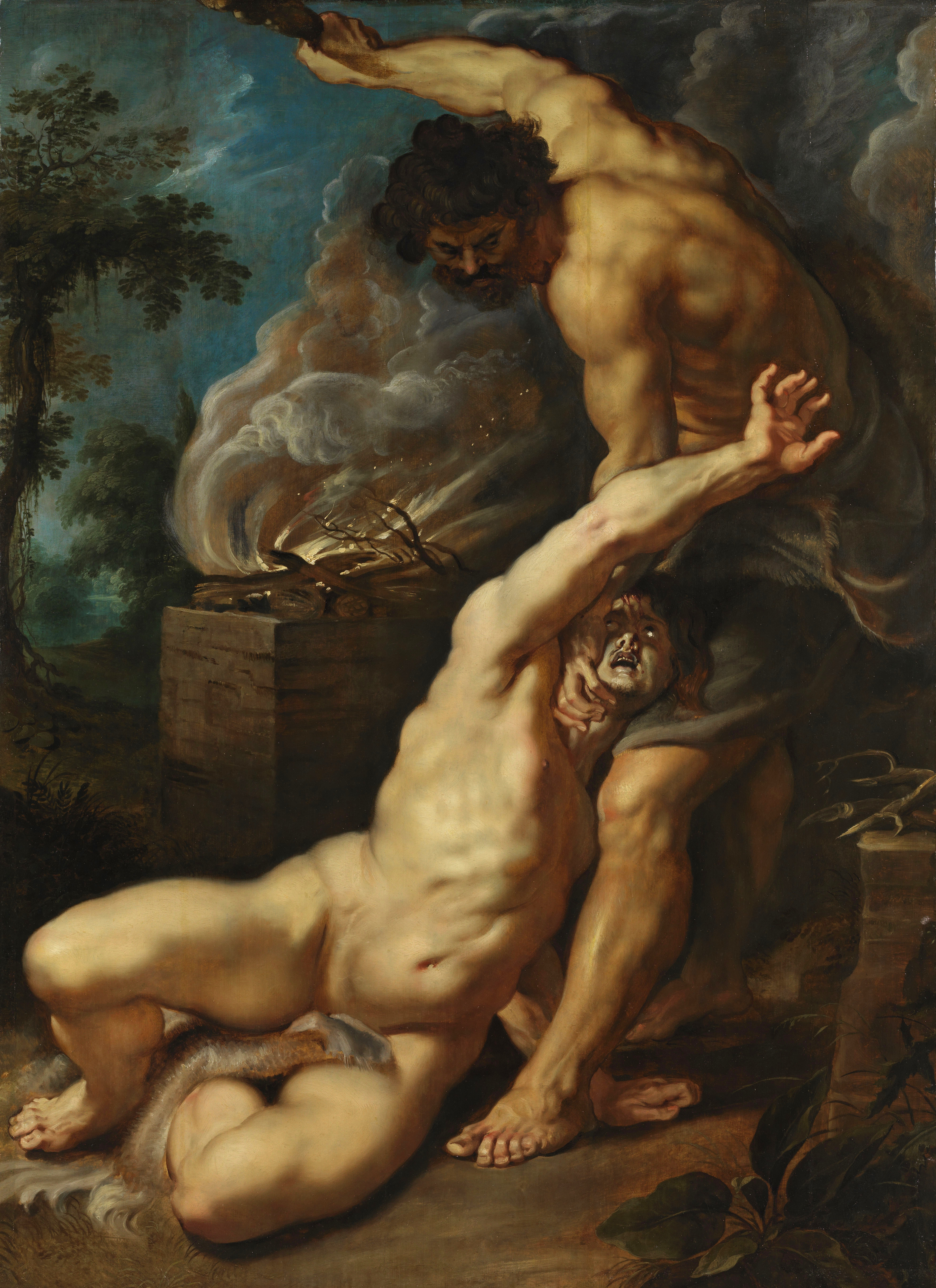
Caïn tuant Abel, Pierre Paul Rubens : Caïn maintient son frère  couché près de l'autel du sacrifice.
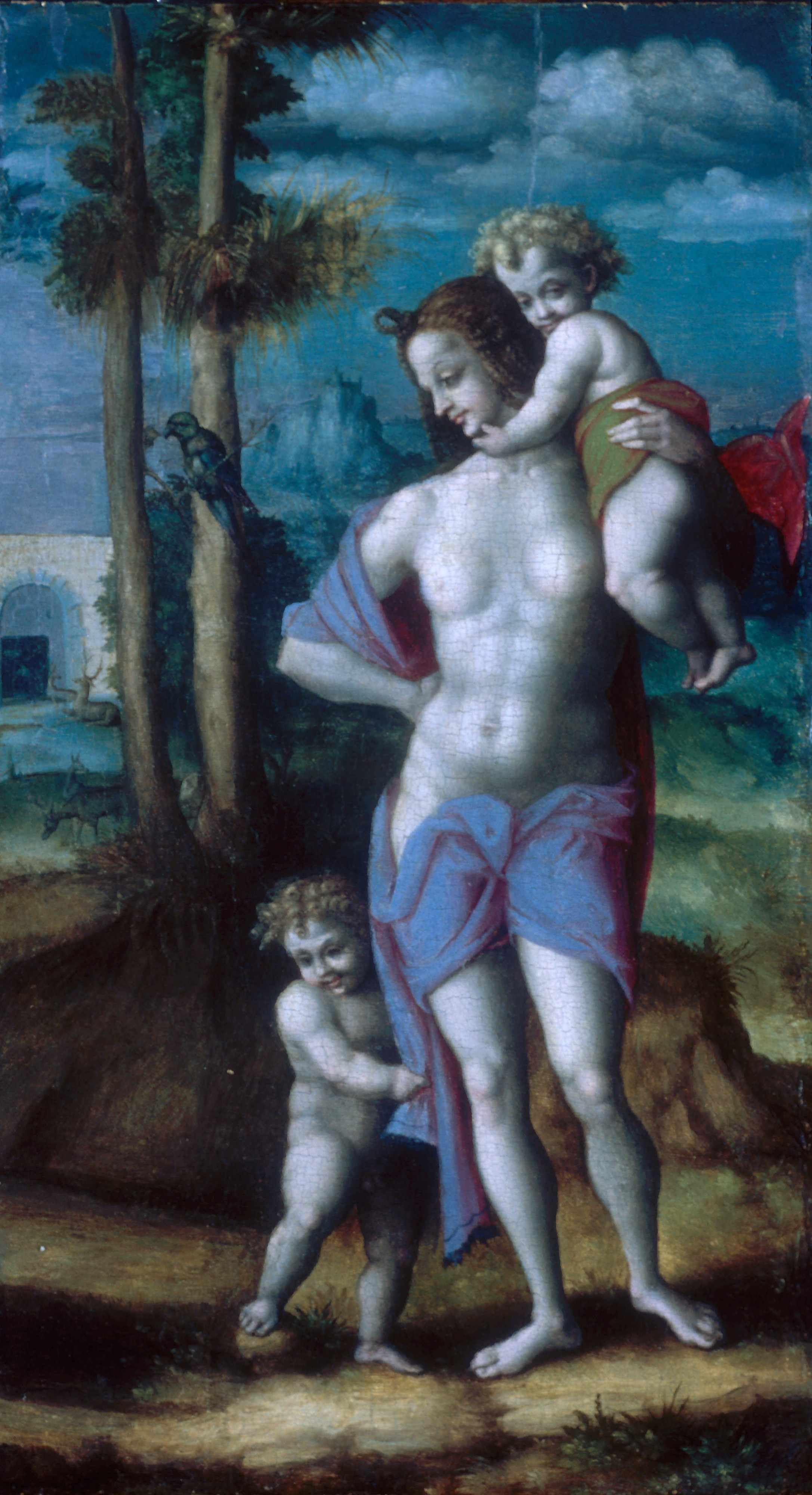
Ève tient dans ses bras et en hauteur Abel (symbole du spirituel), Caïn s'accroche à sa tunique (matériel)
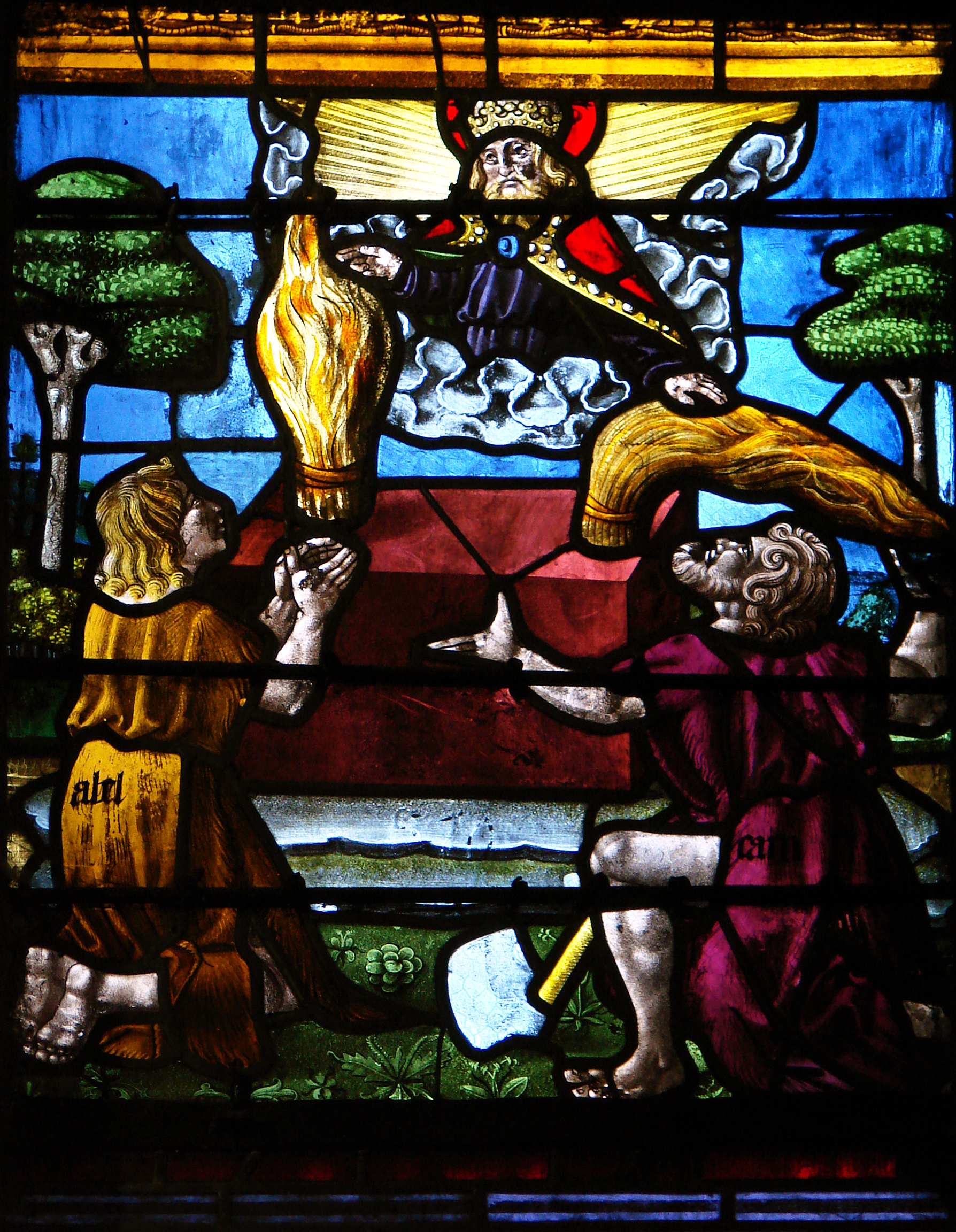
Scène des offrandes, symbole chrétien de la perception de la dîme par la  hiérarchie ecclésiastique
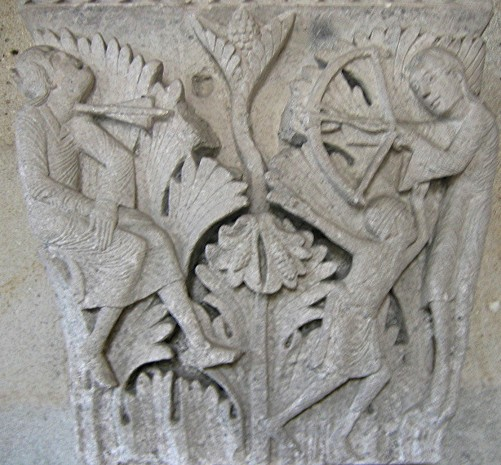
Caïn tué par Lamech
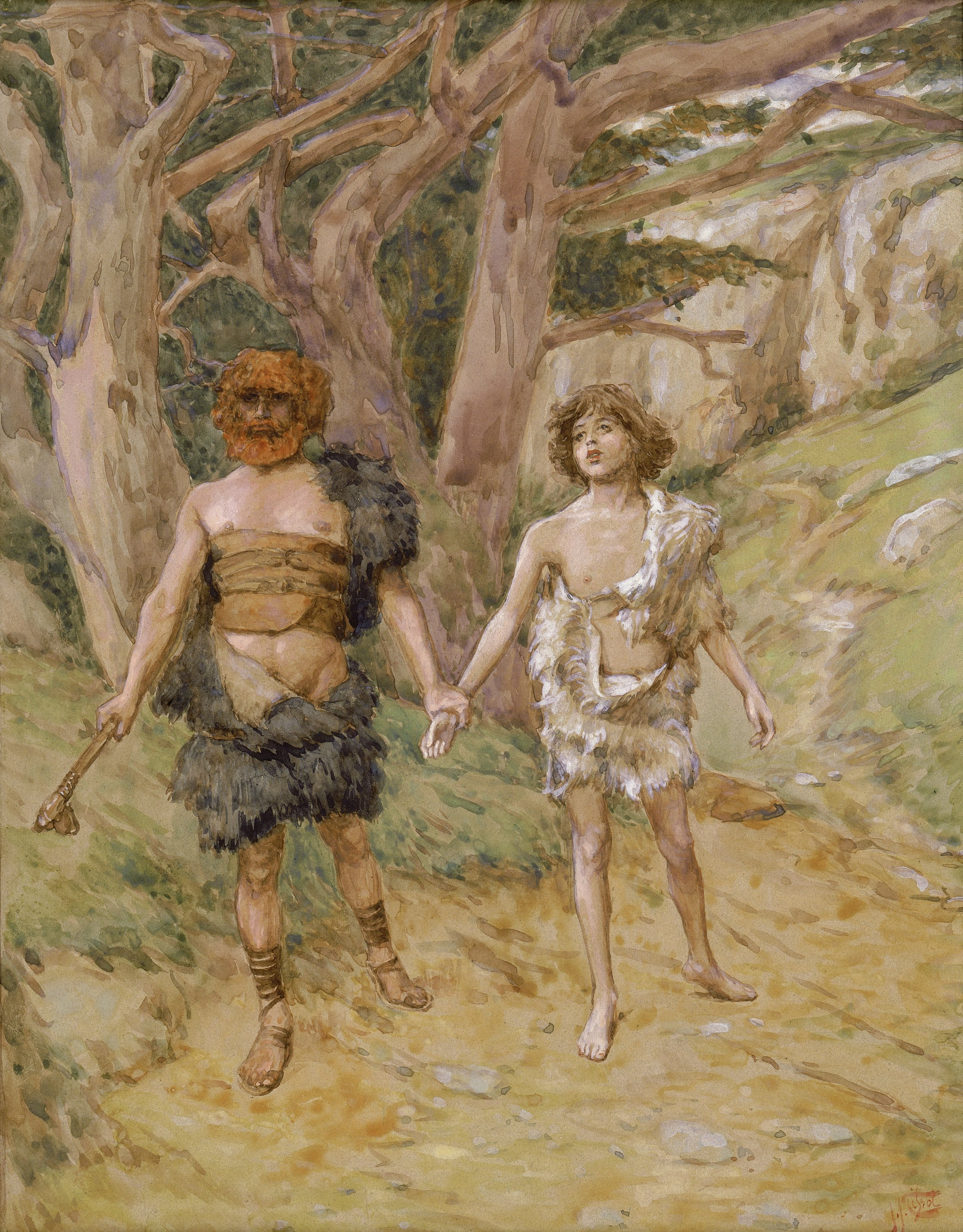
Caïn conduit Abel à la mort James Tissot, 1896-1902 Musée juif (New York)

### Ouvrages et poèmes directement inspirés de Caïn
(décembre 2013).
L'interprétation augustinienne faisant de Caïn et Abel les emblèmes du mal et du bien prédomine dans la littérature jusqu'au XVIIIe siècle. Ce modèle caïnique se complexifie à partir du  XVIe siècle avec des auteurs comme d'Aubigné, Scève, ou Shakespeare qui s'intéressent au Caïn civilisateur. « Mais c'est avec Byron qu'éclatera, en 1821, le scandale d'un Caïn innocenté. Révolte d'un côté (Byron, Baudelaire, Nerval, Leconte de Lisle), réhabilitation de l'autre (Coleridge, Blake, Hugo, Bloy) échoueront à s'imposer : prévaut en réalité une lecture sociologique (Balzac, Dickens, Hardy), politique (Hugo, Rossetti, Wilde), qui prépare le XXe siècle (Hesse, Unamuno, Conrad, Shaw, Steinbeck, Butor, Tournier, Emmanuel, Camus) ».
- Aux chants XX (vers 126) de l'Enfer et II du Paradis (vers 51), « Caïn chargé d'épines » personnifie la lune dont les taches figurent une silhouette chargée d'un fagot que la croyance populaire assimile au personnage biblique[34]. La voix de Caïn retentit au chant XIV (vers 133) du Purgatoire où se trouvent les envieux[34]. Dante donne le nom de Caïn à l'une des zones du Cocyte situé dans l'Enfer dans laquelle sont punis ceux qui ont trahi leurs proches : c'est la Caïne (Caina)[35].
- Caïn (1822), œuvre dramatique de lord Byron.
- Baudelaire a écrit le poème « Abel et Caïn », qui fait partie de la section Révolte de son recueil Les Fleurs du mal (1857). La race de Caïn, laborieuse et affamée, écrasée par la punition séculaire pesant sur elle, y côtoie la race d'Abel, qui s'engraisse indéfiniment dans la grâce de Dieu. Mais Baudelaire termine le poème en annonçant la révolte des déshérités divins, gagnant le Ciel en balayant Dieu et ses favoris. Il est difficile de ne pas y voir l'influence de 1848, de ses idéaux trahis par une république embourgeoisée, et du socialisme naissant. Ce poème a été mis en musique et chanté par Léo Ferré en 1967 dans son album Léo Ferré chante Baudelaire.
- Victor Hugo, dans un poème de La Légende des siècles (1re série, 1859) intitulé La Conscience, consacre une centaine de vers aux remords de Caïn, poursuivi par un œil omniprésent. Protégé par ses enfants nomades, derrière des murs de toiles de tentes, de bronze et de granit, Caïn s'enterre, mais rien ne peut arrêter l'œil de Dieu, de la culpabilité, celui de la conscience. Comme tout homme, Caïn ne peut fuir sa conscience : « L'œil était dans la tombe, et regardait Caïn ».
- Leconte de Lisle ouvre son recueil Poèmes barbares (1862) par Qaïn et le clot avec ce même personnage dans son avant-dernier poème intitulé Le Dernier Homme.
- Le romancier Vladimir Volkoff consacre à Caïn de nombreuses pages de son œuvre, notamment dans le quatrième volume des Humeurs de la mer : Les maîtres du temps (1980).
- Guillevic dans Proses ou Boire dans le secret des grottes (2001) intitule son deuxième texte Caïn, en insistant sur l'irrémediabilité du premier meurtre et la culpabilité qu'il engendre.
- Le romancier de science-fiction Yann Quero a fait de Caïn son personnage principal, dans le roman L'ère de Caïn (2004), où le héros traverse les grands âges de l'histoire de l'humanité, pour se demander finalement si ce qu'il pense avoir vécu est la réalité ou seulement un délire schizophrène.
- Caïn (roman) (es) (2009), de José Saramago
- Dans Caïn et Abel : le premier crime (2011), l'enquête policière de Max Gallo devient une quête mystique.
- Le Legs de Caïn Leopold von Sacher-Masoch
- Le cycle de Kane, de Karl Edward Wagner, emprunte beaucoup à la mythologie biblique. Kane, pour s'être rebellé contre son dieu et avoir tué le jouet favori de ce dernier - son frère Abel, fut condamné à l'immortalité et à porter la "marque de Kane".
- Le romancier Ian de Curières utilise le mythe de Caïn dans son roman "Le miroir de Caïn - Tome 1 : l'Enfer" (2022) comme centre d'opposition entre des sociétés secrètes tentant de révolutionner le monde. L'histoire alterne entre le Strasbourg contemporain et le XIXe siècle.

### Autres ouvrages
- Kaori Yuki, dans son œuvre Comte Cain, donna le nom de « Cain » à son héros, afin de respecter le fait que l’Angleterre, où se passe l’intrigue, est le Royaume de l’alphabet sans accent, d’où le titre, Comte Cain, et non pas Comte Caïn. Mais le « Cain »  de ce récit fait directement référence au Caïn de la Bible.
- Dans Hamlet, de William Shakespeare, le prince compare le meurtre de son père, le vieil Hamlet, par son frère Claudius au premier fratricide.
- Dans le livre À l'est d'Éden de John Steinbeck l'histoire des frères Adam et Charles Trask est une référence avec l'histoire de Caïn et Abel .
- L'écrivain situationniste d'origine écossaise Alexander Trocchi publie en 1960 Le Livre de Caïn (Cain's book).
- Dans la trilogie de Robert Ludlum La Mémoire dans la peau, La Mort dans la peau, La Vengeance dans la peau, Jason Bourne se fait appeler "Caïn" face à son rival Carlos.
- Hermann Hesse intitule le second chapitre de son roman Demian Caïn.
- La littérature tournant autour de l'univers des jeux de rôles du monde des ténèbres donnent à Caïn le rôle central de père originel des vampires. Son statut de vampire serait la fameuse marque de Dieu. Il aurait rencontré Lilith dans la Terre de Nod, la première femme d'Adam dans la Kaballe juive, laquelle l'aurait initié à ses nouveaux pouvoirs.
- Dans En attendant Godot, de Samuel Beckett, le personnage de Pozzo, devenu aveugle et mis à terre, est successivement appelé Abel et Caïn par Estragon et Vladimir, après qu'il eut été frappé par ce dernier.
- Dans L'Envers de Caïn, le romancier libanais Farjallah Haïk exploite le motif du double et du frère ennemi.
- La bande dessinée Le Syndrome de Caïn, par Tackian et Red, met en scène le personnage de Caïn associé au mythe du juif errant. Détenteur d'une connaissance millénaire, immortel, Caïn est ici le premier alchimiste et livre aux hommes un savoir peu orthodoxe pour lequel ils s'entre-déchirent.
- Dans La nuit sur terre de Pierre Pelot le personnage Clément Clamessey s'identifie à Caïn. Un de ses fils se prénome Hénoch. Clément Clamessey dit que sa progéniture porte une "marque".
- La nouvelle Kainsmal de Ludovic Lavaissière propose un Caïn tatoueur et métamorphe évoluant au sein d'un cirque ambulant et mêlant son sang criminogène à ses encres pour répandre le mal.
- Caïn est l'antagoniste principal du comics Luther Strode. Il est l'auteur d'un manuscrit qui passa entre les mains de meurtriers célèbres à travers l'histoire jusqu'à finir entre les mains du héros, Luther Strode.
- Le jeu vidéo Final Fantasy IV comporte un personnage du nom de Kain. Ce dernier s'y fait manipuler et trahit son meilleur ami par jalousie.
- Le jeu vidéo indépendant The Binding of Isaac comporte un personnage nommé Caïn.
- Le jeu vidéo Vampire: The Masquerade - Bloodlines comporte des références à Caïn qui, à la suite du meurtre de son frère, aurait été condamné à se nourrir de ses enfants et aurait créé les premiers vampires. Il est aussi le "sujet" d'une exposition de Therese Voerman dans la quête "Déchet d'œuvre".
- Caïn et Abel est le titre du tome 3 de la série Universal War One, de Denis Bajram.
- La série de jeux vidéo Command and Conquer comporte un méchant important nommé Kane (une variante orthographique de "Caïn" en anglais), au passé mystérieux, qui est le chef d'une secte extrémiste militariste nommée "Confrérie de Nod". Plusieurs éléments sous-entendent qu'il s'agit bien du Caïn biblique. Notamment, dans l'épisode Command and Conquer: Renegade, la tombe d'Abel se trouve dans les entrailles du quartier général de Kane.
- Dans la série télévisée Supernatural, Caïn est le démon qui a formé les chevaliers de l'enfer comme Abaddon. Au commencement, son frère Abel était corrompu par Lucifer. Afin de le sauver, Caïn passa un contrat avec le Diable: Il irait en enfer à la place d'Abel s'il laissait celui-ci aller au Paradis. Lucifer accepta à la condition que Caïn envoie Abel au Ciel de ses propres mains.
- Dans la série de jeux vidéo Assassin's creed, Caïn est le légendaire fondateur de l'Ordre des Templiers. Contrairement à ses parents et son frère Abel qui pensent que l'humanité ne doit pas être privée de son libre arbitre, Caïn croit que les humains doivent être contrôlés par une société d'élite afin de ne pas sombrer dans le chaos. Il tue Abel afin de prendre possession de sa pomme d'Éden. En guise de punition, Caïn reçoit une marque, une croix pattée, qui deviendra le symbole des Templiers. Il fonde une organisation considérée comme le précurseur des Templiers: les Enfants de Caïn.
- Dans le second tome de La Cité des ténèbres, Magnus fait référence à Caïn et pense que c'est le premier homme à avoir reçu une Marque, ce qui fait de lui un Chasseur d'Ombre. Clary et Jace font ensuite le parallèle entre ce fratricide et la mort de leur père, qu'ils prévoient. De plus, dans le troisième tome et jusqu'au dernier de la deuxième trilogie, Simon reçoit la marque de Cain de la main de Clary pour le protéger.
- Dans la série télévisée Lucifer, Caïn est interprété par Tom Welling.
- Dans le film Mother!, Caïn y est interprété par Domhnall Gleeson.
- Dans l'univers des SCP, Caïn et Abel sont respectivement SCP-073 et SCP-076.
- Le catcheur Glenn Jacobs est célèbre pour interpréter le perso de Kane, qui débuta à la WWE lors d'une longue rivalité contre son ''frère'' Undertaker.
- Dans le jeu de rôle sur table Vampire : La Mascarade, après que Caïn ait tué Abel, Dieu aurait tenté à trois reprises d'accorder son pardon à Caïn pour son fratricide. Refusant à chaque fois le pardon, Dieu maudit Caïn en le condamnant à fuir la lumière du soleil et à ne se nourrir que de sang, faisant ainsi de lui le premier vampire.
- L'auteur britannique Edward Powys Mathers publie en 1934 un roman policier, sous la forme d'un livre-puzzle dont les 100 pages sont imprimées et reliées dans le désordre, titré La Mâchoire de Caïn (Cain's Jawbone).

### Musique
- Il primo omicidio (1707) d'Alessandro Scarlatti
- L'opéra La Mort d'Abel (1810) de Rodolphe Kreutzer
- Caïn et Abel , pièce pour récitant et orchestre de Darius Milhaud (1942)
- Abel et Caïn de Léo Ferré (paroles de Charles Baudelaire), sur l'album Léo Ferré chante Baudelaire (1967)
- Rien de Michel Sardou, sur l'album La Vieille (1976)
- Adam raised a Cain de Bruce Springsteen, tirée de l'album Darkness on the Edge of Town (1978)
- Quand t'es dans le désert de Jean-Patrick Capdevielle, sur l'album Les Enfants des ténèbres et les Anges de la rue (1979)
- The Cainian Chronicle Part I, II, III, et IV, tirées de l'album The Cainian Chronicle (1996) du groupe de black metal Ancient
- The Ghost of Cain de Bruce Dickinson, tirée de l'album Accident of Birth (1997)
- Lullaby for Cain de Sinéad O'Connor, utilisé comme thème principal de la bande originale du film Le Talentueux Mr. Ripley (1999), réalisé par Anthony Minghella
- Mark of Cain du groupe de metal Therion sur l'album Crowning of Atlantis (1999)
- Chapter Four du groupe metal Avenged Sevenfold, parue sur l'album Waking the Fallen (2003)
- Cain and Able du chanteur Josh Kelley sur l'album Just Say the Word (2006)
- Suis-je le gardien de mon frère ? du rappeur Sefyu, sur l'album éponyme (2008)
- Reaping Death et Hymn To Qayin de Watain, sur l'album Lawless Darkness (2010)
- Qayin Rex Mortis de Acrimonious sur l'album Eleven Dragons (2017)
- Cemetery de Charlie Simpson sur l'album Young Pilgrim (2011)
- The Rapture du groupe Puscifer sur l'album "Conditions of my Parole" (2011)
- Children of Cain du chanteur Marilyn Manson sur l'album Born Villain (2012)
- Cain said to Abel du groupe Bloc Party
- Kain & Abel du groupe Protector
- La mixtape Wrath Of Caine de Pusha T et Kain und Abel du groupe Das Ich
- Here Comes Revenge du groupe de metal Metallica sur l'album Harwired...To Self Destruct (2016)
- Abel et Caïn du rappeur Dosseh (2017)
- Truth Be Told du groupe de metal Megadeth sur l'album The System Has Failed (2004)
- « Bois d’argent » du rappeur Sofiane (2017)
- L' album Descendants of Cain du rappeur Ka (2020)
- Children of Cain du groupe de metal Demons & Wizards sur l'album III (2020)
- L'album Preacher's Daughter de la chanteuse américaine Ethel Cain (2022)

### Autres histoires fratricides
De nombreux mythes et histoires représentent des frères « ennemis » ou « opposés » pouvant être comparés à Caïn et Abel :
- Osiris et Seth dans la mythologie égyptienne
- Shun et Yao dans la mythologie chinoise
- Jacob et Ésaü dans la Bible
- Étéocle et Polynice dans la mythologie grecque
- Romulus et Rémus dans le mythe de la fondation de Rome
- Galerians, les jumeaux Caïn et Rion
- Kane, de l'écrivain Karl Edward Wagner
- Mufasa et Scar dans Le Roi lion
- James et Henry dans Le Maître de Ballantrae de Robert Louis Stevenson